# Кылдысин
Кылдыси́н (северноудм. Кылдысинь, южноудм. (Му-)Кылчинь) — одно из верховных божеств в традиционных верованиях удмуртов, покровитель земледелия, плодородия и новорождённых.

## Мифы
Раньше Кылдысин жил на земле среди людей. Он появлялся в виде старика в белой одежде и ходил по межам, поправляя упавшие колоски. Позже люди настолько расширили поля, что Кылдысину негде стало ходить, кроме того, люди стали красить одежду, поэтому на земле Кылдысин больше не появляется, хотя люди хотели вернуть его обратно.
После распространения христианства образ Кылдысина слился с Богом-Отцом. Появились удмуртские аналоги Богородицы — Кылдӥсь Мумыз («Божья Матерь»), Шунды Мумы («Мать Солнца»), которые до этого видимо представляли женское божество, Богиню-Мать. Некоторые исследователи отмечают связь Кылдысина с мансийской богиней Калтась-эква и образом Матери-прародительницы.

## Этнография
Данные этнографии свидетельствуют о связи Кылдысина с деторождением. Закамские удмурты называли «рубашку», в которой рождается ребёнок, кылчин шортдэрем «кафтан Кылчина», кылчин тачча/тальча «шапочка Кылчина». Их хранили и использовали как оберег. После рождения ребёнка жертвовали Кылчину белого барана — кылчин така «баран Кылчина». Бесермяне называли послед кəлдəсин/кəлдəсин сюрес «кылдысин/дорога кылдысина», а обряд его захоронения — кəлдəсин ватон «похороны кылдысина».

## Этимология имени
Слову «Кылдысин» неоднократно пытались дать этимологию. М. Мышкин трактовал слово как образованное от кыл+ис+ин «слово от бога». Г. Е. Верещагин давал записанную им народную этимологию кыл+дӥсь+ин «являющийся с неба в человеческом виде», но сам допускал образование слова от кылдэм «участь, судьба» и ин «небо». М. Бух видел в краткой форме Кылчин сочетание кылдӥсь+ин «создатель неба». Этнограф Б. Г. Гаврилов имени Кылдысин даёт перевод Творец на основании удмуртской поговорки: «Инмар кылдэм ке»  — «если бог судил (заповедал, предписал)» и на основании глагола «кылдыны» — творить. Н. Г. Первухин, опираясь на неверный перевод удмуртского кылдыны (якобы «трудиться, заботиться») дает для Кылдисина значения «власть-заботящаяся, владыка-промыслитель». М. И. Ильин высказал предположение, что теоним возник в результате упрощения выражения Кылдытӥсь Инмар — букв. «творящий, созидающий бог». В. И. Лыткин, Е. С. Гуляев, Т. Е. Уотила считали, что название божества Кылдысин имеет общепермское происхождение и образовано от слов кылдись («создающий, оплодотворяющий») и инь («жена, женщина, свекровь, самка»). В. В. Напольских и С. К. Белых пытаются установить параллели между удмуртским Кылдысином и обско-угорской Калтась-эквой. В. С. Чураков с ними не согласен и считает, что изначальной формой для имени Кылдысин могло быть Кылдӥсь Син — «Око Творца», так как по удмуртским верованиям верховный бог живёт на солнце, а само солнце во многих религиях представляется как глаз верховного божества.
В. В. Напольских, в свою очередь, поставил под сомнение компетентность В. С. Чуракова в области лингвистики, и высказался об этимологии данного теонима следующим образом:
удм. Кылдысинь (именно так, с мягким знаком, правильно — судя по большинству диалектных вариантов) ← кылдӥсь «определяющий судьбу» (имя деятеля от кылдыны «случиться, выпасть, быть судьбой») + *инь «женщина, мать, бабка» (~ коми диал. инь(ка) / ань ~ удм. аньы «бабка льна» (калька с русского)). Это слово бывшее, видимо, именем древнего женского божества-покровительницы плодородия и деторождения у пермян, было от них заимствовано обскими уграми, которые перевели вторую часть имени, заимствовав трудную для перевода первую: манс. Калтась-эква (эква «женщина, мать»), хант. Калтась-ими (ими «женщина, мать») — одно из имён главной богини обско-угорского пантеона.